# Coenosia rebamanni
Coenosia rebamanni este o specie de muște din genul Coenosia, familia Muscidae, descrisă de Speiser în anul 1924. Conform Catalogue of Life specia Coenosia rebamanni nu are subspecii cunoscute.